# Ruggero Borsa
Ruggero Borsa (1060 circa – Salerno, 22 febbraio 1111) è stato un cavaliere medievale normanno.
Fu duca di Puglia e Calabria dal 1085 al 1111.

## Biografia
Fu il figlio e il successore di Roberto il Guiscardo, il cavaliere normanno che fu duca di Puglia e Calabria e conquistatore della Sicilia. Sua madre fu Sichelgaita di Salerno, una potente principessa guerriera di stirpe longobarda. A garantirgli la successione al Guiscardo furono le abili manovre di Sichelgaita, che nel 1073 riuscì a convincere i baroni pugliesi a riconoscerlo erede in luogo di Boemondo, primogenito di Roberto nato dal primo matrimonio di questi con Alberada di Buonalbergo. Di lui lo storico inglese John Julius Norwich scrive:
...Ruggero - detto Borsa a causa della sua inveterata mania nel contare e ricontare il proprio danaro - era un ragazzino tredicenne debole ed esitante che diede l'impressione che un'infanzia trascorsa con Roberto e Sichelgaita fosse stata già troppo per lui.
Nel 1073, dunque, Ruggero fu proclamato erede, mentre il Guiscardo veniva colpito da malattia durante un soggiorno a Trani. Unico ad opporsi al riconoscimento del futuro duca fu Abelardo d'Altavilla, cugino di Ruggero in quanto figlio di Umfredo, fratello di Roberto. Questi rivendicò per sé il diritto alla successione, poiché il Guiscardo, nominato suo tutore alla morte di Umfredo, ne aveva arbitrariamente confiscato i possedimenti, tagliando fuori lui e suo fratello Ermanno dalla linea ereditaria.
Nel 1084 Ruggero partecipò a una campagna militare in Grecia al fianco del padre, che il 17 luglio 1085 morì di malattia durante l'assedio di Cefalonia. Singolare coincidenza fu il fatto che Ruggero, erede dei possedimenti italiani, si trovasse in Grecia al momento della morte del Guiscardo, mentre Boemondo, erede di Durazzo e di altri feudi bizantini, si trovasse in Italia, precisamente a Salerno.
Ruggero si ricongiunse con la madre a Cefalonia e insieme a lei fece ritorno in patria, dove in settembre, grazie anche al supporto dello zio Ruggero I di Sicilia, fu riconosciuto duca di Puglia e Calabria. Un avvento che non mancò di suscitare reazioni: Boemondo, il fratellastro scartato dalla successione, rispose con le armi all'ascesa di Ruggero e con l'appoggio del principe Giordano I di Capua occupò i castelli di Oria, Otranto e Taranto, prima di giungere ad un accordo di pace nel marzo del 1086. Boemondo diventò di fatto co-reggente insieme al fratello, ma già nell'estate del 1087 diede vita ad una nuova rivolta e col sostegno di buona parte dei vassalli di Ruggero riuscì a sconfiggere quest'ultimo a Fragneto, riprendendo possesso anche di Taranto. Pur descritto come un guerriero forte e temibile, in grado di espugnare con abili assedi le città di Benevento, Canosa, Capua e Lucera, Ruggero Borsa non fu mai in grado di eguagliare la potenza di Boemondo, né di portare quest'ultimo sotto il proprio controllo. Lo scontro fra i due fratelli si concluse solo con la mediazione di papa Urbano II, il quale riconobbe a Boemondo il possesso del Principato di Taranto ed altri numerosi castelli, mentre Ruggero gli garantì anche il feudo di Cosenza e la titolarità di fatto di altri domini. Nel 1089 Urbano II investì ufficialmente Ruggero Borsa del ducato di Puglia, mettendo fine ad ogni controversia.
Nel maggio del 1098, sollecitato dalle richieste del cugino Riccardo II di Capua, diede inizio insieme allo zio Ruggero di Sicilia all'assedio della città di Capua, dalla quale il principe era stato esiliato sette anni prima in quanto minorenne. In cambio, il duca ebbe da Riccardo un formale atto di sottomissione alla sua signoria. Ruggero mantenne l'impegno assunto e Capua cadde dopo quaranta giorni di assedio.

Nel 1092 Ruggero Borsa sposò Adela di Fiandra, figlia di Roberto I conte di Fiandra e vedova di Canuto IV, re di Danimarca, dalla quale ebbe Guglielmo II di Puglia.
Morì il 22 febbraio 1111 a Salerno e fu sepolto nella locale Cattedrale, in una tomba ancora non precisamente identificata. Alla sua morte il ducato fu ereditato dal figlio Guglielmo, il quale si rivelò un governante debole quanto e più di suo padre. Il dominio fu poi definitivamente ereditato da Ruggero II.
Dal punto di vista storiografico, una delle principali fonti sul regno di Ruggero Borsa è l'opera del cronista Guglielmo di Puglia, che dedicò le sue cronache a Roberto il Guiscardo e suo figlio.

## Ascendenza
|                         |                          |                          | Genitori                 |  |  | Nonni |  |  | Bisnonni |  |  | Trisnonni |  |
|                         |                          |                          |                          |  |  |       |  |  | …        |  |  | …         |  |
|                         |                          |                          |                          |  |  |       |  |  | …        |  |  | …         |  |
|                         |                          | …                        |                          |  |  |       |  |  | …        |  |  |           |  |
| Tancredi d'Altavilla    |                          |                          |                          |  |  |       |  |  | …        |  |  |           |  |
|                         |                          | …                        | …                        |  |  |       |  |  |          |  |  |           |  |
|                         |                          | …                        | …                        |  |  |       |  |  |          |  |  |           |  |
|                         |                          | …                        | …                        |  |  |       |  |  |          |  |  |           |  |
| Roberto il Guiscardo    |                          | …                        |                          |  |  |       |  |  |          |  |  |           |  |
|                         |                          | …                        | …                        |  |  |       |  |  |          |  |  |           |  |
|                         |                          | …                        | …                        |  |  |       |  |  |          |  |  |           |  |
|                         |                          | …                        | …                        |  |  |       |  |  |          |  |  |           |  |
| Fredesenda              |                          | …                        |                          |  |  |       |  |  |          |  |  |           |  |
|                         |                          | …                        | …                        |  |  |       |  |  |          |  |  |           |  |
|                         |                          | …                        | …                        |  |  |       |  |  |          |  |  |           |  |
|                         |                          | …                        | …                        |  |  |       |  |  |          |  |  |           |  |
| Ruggero Borsa           |                          | …                        |                          |  |  |       |  |  |          |  |  |           |  |
|                         | Guaimario III di Salerno | Giovanni II di Salerno   |                          |  |  |       |  |  |          |  |  |           |  |
|                         | Guaimario III di Salerno | Giovanni II di Salerno   |                          |  |  |       |  |  |          |  |  |           |  |
|                         | Guaimario III di Salerno | …                        |                          |  |  |       |  |  |          |  |  |           |  |
| Guaimario IV di Salerno | Guaimario III di Salerno |                          |                          |  |  |       |  |  |          |  |  |           |  |
|                         |                          | Gaitelgrima di Benevento | Pandolfo II di Benevento |  |  |       |  |  |          |  |  |           |  |
|                         |                          | Gaitelgrima di Benevento | Pandolfo II di Benevento |  |  |       |  |  |          |  |  |           |  |
|                         |                          | Gaitelgrima di Benevento | …                        |  |  |       |  |  |          |  |  |           |  |
| Sichelgaita di Salerno  |                          | Gaitelgrima di Benevento |                          |  |  |       |  |  |          |  |  |           |  |
|                         |                          | Landolfo di Capua        | …                        |  |  |       |  |  |          |  |  |           |  |
|                         |                          | Landolfo di Capua        | …                        |  |  |       |  |  |          |  |  |           |  |
|                         |                          | Landolfo di Capua        | …                        |  |  |       |  |  |          |  |  |           |  |
| Gemma di Capua          |                          | Landolfo di Capua        |                          |  |  |       |  |  |          |  |  |           |  |
|                         |                          | …                        | …                        |  |  |       |  |  |          |  |  |           |  |
|                         |                          | …                        | …                        |  |  |       |  |  |          |  |  |           |  |
|                         |                          | …                        | …                        |  |  |       |  |  |          |  |  |           |  |
|                         |                          | …                        |                          |  |  |       |  |  |          |  |  |           |  |